# 全貌社
全貌社（ぜんぼうしゃ）は、かつて存在した日本の出版社。創設者は水島毅。
1950年代から1990年代にわたって、おもに日本共産党や共産主義、科学的社会主義を批判する雑誌・書籍を出版してきた。

## 沿革・概要
- 1952年、水島毅（みずしま つよし、1915年12月20日岡山県生まれ - 2009年5月11日死去[1]）が創設。自ら主筆となって時事月刊誌『全貌』（のち『ゼンボウ』）を発刊。また「思想運動研究所」の代表も務める。
- 1954年、『学者先生戦前戦後言質集』を刊行（名義は「内外文化研究所編」。1957年に改題・増補版『進歩的文化人――学者先生戦前戦後言質集』が刊行、名義も「『全貌』編集部編」に変更）。『全貌』の連載をもとにまとめられたもので、清水幾太郎、長田新、中村哲ら、いわゆる「進歩的文化人」30数名の戦時中の言動を紹介し、その変節を批判した書物である。なお、同書は実際は内閣調査室が手がけたものであったことを、執筆者であった元内閣調査室職員の志垣民郎がのちに明らかにしている[2]。
- 1962年、関貴星『楽園の夢破れて―北朝鮮の真相』を刊行。
- 1963年、関『真っ二つの祖国―続・楽園の夢破れて』を刊行。
- 1967年、室伏高信『池田大作 どんな日本をつくろうとするのか』を刊行。
- 1968年 - 1996年、水島の著した書籍十数点を出版。
- 1998年5月、590号をもって『ゼンボウ』終刊。
- 1998年 - 1999年、『全貌』復刻版（縮刷版）全8巻および総目次を世界日報社より刊行。
- 1999年までに、水島以外の著者による日本近現代史などの書籍70点以上出版している。
- 長沼ナイキ事件に端を発した「平賀書簡問題」に際して、『恐るべき裁判』を最高裁判所事務総局総務局が170部公費購入し、全国の裁判所に配布していた事が判明。青年法律家協会会員判事を再任拒否する、いわゆる“ブルーパージ”に一役買っていた。
- 1999年、解散[1]。

## 書籍
思想運動研究所・編
- 『新版 進歩的文化人 ―革命を扇る100人の指導者とその背景―』（1965年）
- 『恐るべき民青 ―経営はこうして破壊される―』（1966年）
- 『経営細胞 ―会社のなかの赤い砦―』（1966年）
- 『恐るべき労音 ―50万仮装集団の内幕―』（1967年）
- 『日本共産党本部 ―ここで何が行なわれているか―』（1967年）
- 『民青の告白 ―職場の中から三十人の手記―』（1967年）
- 『左翼30集団 ―こうして日本は破壊される―』（1968年）
- 『1970年の進歩的文化人』（1968年）
- 『暴発する新左翼 ―決定版・革命集団の解剖―』（1969年）
- 『続・恐るべき民青 ―民青系全学連の地下作戦本部―』（1969年）
- 『大学はこうして破壊される ―アカハタ教授150人の群像―』（1969年）
- 『大学左翼教授名鑑 ―2000名の先生と紛争と派閥―』（1969年）
- 『恐るべき裁判 ―付表・左翼裁判官、弁護士、法学者一覧』（1969年）
- 『安保風雲録 争乱十年の記録』（1969年）
- 『人物戦後左翼文学運動史』（1969年）
- 『労働組合の共産党員 ―経営を破壊する人脈―』（1970年）
- 『職場の民青 ―戦術はこう変った!―』（1971年）
- 『企業防衛の急所 ―こんな職場はどうすればよいか―』（1971年）
- 『左翼100集団 ―組織と戦術と人脈―』（1972年）
- 『中国要人録 ―党・政・軍・貿易・対日―』（1972年）
- 『労組対共産党 ―こうして職場は守られた―』（1975年）
- 『日本共産党事典〈資料編〉』（1978年）
- 『大学教授紳士録・左翼篇 ―全国244大学・学部別総点検―』（1984年）
- 『全国大学別左翼系教授総覧 ―全国264大学・学部別総点検―』（1988年）
- 『全貌』
  - 秘録 陸軍敗れず
  - 獄窓より故国へ
  - 日本凶悪犯罪特集（臨時増刊）
- 復刻版『全貌』（全8巻）
  - 粛正と除名劇の日本共産党史
  - 日本共産党 暴力と党史偽造の証明
  - 共産主義の爪あと
  - 歴史を偽造した左翼・反日勢力
  - 歪められた教育と日教組
  - 日共系“仮装集団”のすべて
  - 大学教授はいかに変節したか
  - 左翼労組に狙われた企業

以下は水島名義
- 『共産党批判百問百話 ―この党を選んだ300万人への解答―』（1969年）
- 『職業革命家 ―日共幹部160名の履歴書―』（1970年）
- 『暴力の証言 ―かくされた代々木本部の真実―』（1970年）
- 『新共産党百問百話 ―ピラミッドの中はどうなっているのか―』（1973年）
- 『企業対共産党 ―攻めるものと守るものの76ヵ条―』（1974年）
- 『これが共産党 ―たたかいの手の内を公開―』（1977年）
- 『宮本顕治の陰謀 ―密室のなかからの告発―』（1980年）
- 『私の代々木特派員 ―日本共産党の診断―』（1981年）
- 『宮本顕治倒るる日 ―そのとき共産党に何が起こるか―』（1985年）
- 『自由代々木放送 ―内側からみる共産党―』（1991年）
- 『宮本共産党を裁く ―汚れた党史のはらわたを抉る!―』（1996年）
- 人物日本共産党史 ―闇の中の人間模様―
- 今共産党に何が起こっているのか

以下は関貴星著
- 『楽園の夢破れて ─北朝鮮の真相―』（1962年）[3]
- 『真っ二つの祖国 ―続・楽園の夢破れて―』（1963年）[3]

以下は上杉千年著
- 『検証「従軍慰安婦」「従軍慰安婦」問題入門』（1993年、増補版1996年）
- 『異文化戦争としての大東亜戦争 近現代日本史入門』（1995年）

以下は室伏高信著
- 『戦争私書 ―彼らはなにをしていたか―』（1966年）
- 『池田大作 ―どんな日本をつくろうとするのか―』（1967年）

以下は田辺敏雄著
- 『「朝日」に貶められた現代史 ―万人坑は中国の作り話だ―』（1994年）

その他
- 内外文化研究所編『学者先生戦前戦後言質集』（1954年）
  - 全貌編集部編『進歩的文化人 ―学者先生戦前戦後言質集―』（1957年）
- 金城和彦『愛と鮮血の記録 ―沖縄学徒隊の最期―』（1966年）
- 藤田フジエ『地獄よりの生還 ―ある母の敗戦記・私は負けない―』（1979年）
- 木屋隆安『実録時事通信』（1979年）
- 富田康次『職場の法律指南 ―大企業から中小企業までの処方箋―』（1981年）
- 後藤四郎『飢餓との闘い ―慟哭のシベリア抑留記―』（1986年）
- 喜安幸夫『アジアの叛逆 内田良平慟哭の生涯』（1987年）
- 一戸冬彦『霧の視界』（1988年）
- 前原仁幸『赤い権力の体系 日本の労働裁判』（1988年）
- 野島嘉晌『国際テロリズムの研究』（1989年）
- 川口国昭; 多田節子『茶業開化 明治発展史と多田元吉』（1989年）
- 鈴木勝孔『新・アジア主義の時代がくる 世紀末と21世紀をスバリ予測』（1990年）
- 菊池謙治『日本を衰亡へ導く「東京裁判史観」』（1991年）
- 斎藤忠治『勇気の群像 勇によって智の輝いた日本の行動原理を集成』（1992年）
- 松永也州彦『かくして人類は必ず破滅する これを救うものは』（1993年）
- 西原武臣『終戦50年と「日本」 我が従軍・東京裁判・南京事件』（1995年）
- 小日本社編集委員会編『抹殺された日本人の現代史』（1995年）
- 東亜連盟同志会『日本ナショナリズム 東亜連盟編』（東亜連盟同志会、全貌社発売、1995年）
- 石崎誠一『シベリア抑留者 大統領の謝罪と抑留問題の決着』（1997年）
- 原正壽編著『日本史が危ない！ 偽書『東日流外三郡誌』の正体』（1999年）